# U-Bahnhof Sant’Ambrogio
Der Bahnhof Sant’Ambrogio ist ein unterirdischer Bahnhof der Metropolitana di Milano genannten U-Bahn in der norditalienischen Metropole Mailand. Er liegt an der Kreuzung der Linien M2 und M4. Der Bahnhof liegt im westlichen Bereich der Innenstadt und wurde nach der Sant’Ambrogio-Basilika benannt, die sich rund 200 Meter nordöstlich der U-Bahn-Station befindet.

## Geschichte
Der Bahnhof wurde am 30. Oktober 1983 im Rahmen der Verlängerung der M2 vom U-Bahnhof Cadorna FN zum U-Bahnhof Porta Genova FS eröffnet.
Am 12. Oktober 2024 wurde die Linie M4 in Betrieb genommen.

## Anbindung
| Linie | Verlauf |
| ----- | --- |
|       | Cologno Nord – Cologno Centro – Cologno Sud – Gessate – Cascina Antonietta – Gorgonzola – Villa Pompea – Bussero – Cassina de’ Pecchi – Villa Fiorita – Cernusco sul Naviglio – Cascina Burrona – Vimodrone – Cascina Gobba – Crescenzago – Cimiano – Udine – Lambrate FS – Piola – Loreto – Caiazzo – Centrale FS – Gioia – Garibaldi FS – Moscova – Lanza – Cadorna FN – Sant’Ambrogio – Sant’Agostino – Porta Genova FS – Romolo – Famagosta – Abbiategrasso – Assago Milanofiori Nord – Assago Milanofiori Forum |
|       | San Cristoforo FS – Segneri – Gelsomini – Frattini – Tolstoj – Bolivar – Coni Zugna – Sant’Ambrogio – De Amicis – Vetra – Santa Sofia – Sforza-Policlinico – San Babila – Tricolore – Dateo – Susa – Argonne – Stazione Forlanini – Repetti – Linate Aeroporto |